# Знаки сокращения
Зна́ки сокраще́ния — различные символы, используемые при сокращении или опущении части слова, предложения или части текста.
К ним относятся:
- точка (.): т. к., и т. д., С.-Петербург, А. С. Пушкин;
- дефис (-): физ-ра;
- тире (—);
- косая черта (слеш) (/);
- двоеточие (:);
- многоточие (…);
- многоточие в угловых скобках.

К знакам сокращения в русской типографике, с некоторой оговоркой, можно отнести и обелюс (÷ U+00F7 DIVISION SIGN), а также символы полного или частичного повтора того или иного текста, вроде повторяющейся последовательности «горизонтальная черта (― U+2015 HORIZONTAL BAR) + знак повтора (〃 U+3003 DITTO MARK) + горизонтальная черта (― U+2015 HORIZONTAL BAR)»: (―〃―).
В китайском, японском и других юго-восточноазиатских языках имеется развитая система сокращений, знаки которой называются одоридзи.